# Lorenzo Snow
Lorenzo Snow (Mantua, Ohio, 3 de Abril de 1814 — Salt Lake City, Utah, 10 de Outubro de 1901), foi um religioso estadunidense, o quinto presidente de  A Igreja de Jesus Cristo dos Santos dos Últimos Dias.

## Resumo Histórico
| 3 de abril de 1814                           | Nasce em Mantua, Ohio, filho de Rosetta Leonora Pettibone Snow e Oliver Snow. |
| 1832                                         | Ouve o Profeta Joseph Smith pregar em Hiram, Ohio. |
| 1835                                         | Sai de casa para estudar na Faculdade Oberlin, em Oberlin, Ohio. Conhece o Élder David W. Patten, do Quórum dos Doze Apóstolos, no caminho. |
| 1836                                         | Deixa a faculdade em Oberlin e muda-se para Kirtland, Ohio, para estudar hebraico. Abraça o evangelho restaurado e, em junho, é batizado e confirmado. Mais tarde, é ordenado élder. Recebe a bênção patriarcal das mãos de Joseph Smith Sr., em dezembro. |
| 1837                                         | Prega o evangelho em Ohio. |
| Outubro de 1838 a maio de 1840               | Serve outra missão em que prega o evangelho em Ohio, Missouri, Kentucky e Illinois, e trabalha como professor primário no inverno, entre 1839 e 1840. |
| Maio de 1840                                 | Sai de Nauvoo, Illinois, para servir missão na Inglaterra. Sob a direção do Quórum dos Doze Apóstolos, preside a Igreja em Londres (Inglaterra) e área circunvizinha. Publica um panfleto intitulado The Only Way to Be Saved.                             |
| 12 de abril de 1843                          | Chega em Nauvoo, Illinois, com 250 conversos ingleses. |
| Fim de 1843 e início de 1844                 | Trabalha como professor primário em Lima, Illinois. |
| 1844                                         | Em Ohio, supervisiona a campanha eleitoral de Joseph Smith para a presidência dos Estados Unidos. Volta a Nauvoo após receber a notícia do martírio de Joseph e Hyrum Smith, ocorrido no dia 27 de junho.                                                  |
| Janeiro de 1845                              | O Presidente Brigham Young encarrega-o de percorrer Ohio para coletar doações para a construção do Templo de Nauvoo. |
| 1845                                         | Contrai o casamento plural, que na época era praticado na Igreja, casando-se com Charlotte Squires e Mary Adaline Goddard. |
| Fevereiro de 1846                            | Sai de Nauvoo com a família e outros membros da Igreja depois de receberem a investidura e serem selados no Templo de Nauvoo. |
| 1846 a 1848                                  | Vive com a família em um assentamento chamado Monte Pisga, no Estado de Iowa. Preside o assentamento por algum tempo. Na primavera de 1848, lidera um grupo de santos a caminho de Salt Lake City.                                                         |
| 12 de fevereiro de 1849                      | É ordenado Apóstolo em Salt Lake City. |
| 1849                                         | Coleta doações para o Fundo Perpétuo de Emigração. |
| 1849 a 1852                                  | Serve missão na Itália. Também serve na Inglaterra, onde supervisiona a publicação do Livro de Mórmon em italiano, e depois na Suíça e em Malta. Publica um panfleto intitulado The Voice of Joseph.                                                       |
| 1852                                         | É eleito Deputado do Estado de Utah. |
| 1853                                         | É chamado pelo Presidente Brigham Young para presidir um assentamento de santos dos últimos dias no condado de Box Elder, no norte de Utah. Dá à maior cidade do local o nome de Brigham City. Por muitos anos é líder da Igreja e da comunidade local.    |
| Março a maio de 1864                         | Com um grupo liderado pelo Élder Ezra T. Benson, do Quórum dos Doze, por um curto período serve missão nas Ilhas Havaianas. |
| Outubro de 1872 a julho de 1873              | Com um grupo liderado pelo Presidente George A. Smith, Primeiro Conselheiro na Primeira Presidência, viaja pela Europa e pelo Oriente Médio, inclusive pela Terra Santa. Essa viagem foi realizada a pedido do Presidente Brigham Young.                   |
| 1882                                         | O Congresso dos Estados Unidos aprova um decreto (Edmunds Act) que transforma o casamento plural em delito grave e proíbe os polígamos de votar, exercer cargos públicos ou ser jurados.                                                                   |
| Agosto a outubro de 1885                     | Serve missão entre os indígenas do noroeste dos Estados Unidos e no Estado de Wyoming. |
| 12 de março de 1886 a 8 de fevereiro de 1887 | Preso por prática de poligamia. |
| 1887                                         | O Congresso dos Estados Unidos aprova outra lei de combate à poligamia (o decreto Edmunds-Tucker) que permite que o governo federal confisque grande parte dos imóveis da Igreja. Esse decreto transforma-se em lei em 3 de março de 1887.                 |
| 21–23 de maio de 1888                        | Lê a oração dedicatória nas sessões de dedicação do Templo de Manti, Utah. O Presidente Wilford Woodruff dedicara o templo em 17 de maio. |
| 7 de abril de 1889                           | É apoiado Presidente do Quórum dos Doze Apóstolos. |
| 19 de maio de 1893 a setembro de 1898        | É o primeiro presidente do Templo de Salt Lake. |
| 2 de setembro de 1898                        | Passa a ser o apóstolo mais antigo e o líder presidente da Igreja após a morte do Presidente Wilford Woodruff. Recebe uma manifestação divina no Templo de Salt Lake na qual o Senhor lhe diz que prossiga com a reorganização da Primeira Presidência.    |
| 13 de setembro de 1898                       | É apoiado Presidente da Igreja pelo Quórum dos Doze Apóstolos. Começa a atuar como presidente. |
| 9 de outubro de 1898                         | É apoiado presidente da Igreja durante a conferência geral. |
| 10 de outubro de 1898                        | É designado Presidente de A Igreja de Jesus Cristo dos Santos dos Últimos Dias. |
| Maio de 1899                                 | Vai a St. George, Utah, onde recebe a revelação de que deve pregar a lei do dízimo aos santos. Proclama essa mensagem primeiramente em St. George e, depois, lidera o trabalho de proclamá-la a toda a Igreja.                                             |
| 1º de janeiro de 1901                        | Publica uma declaração intitulada “Greeting to the World” [Saudação ao Mundo] para celebrar a chegada do Século XX. |
| 10 de outubro de 1901                        | Falece em Salt Lake City, Utah, aos 87 anos. |